# Vosbruine winterkoning
De vosbruine winterkoning (Cinnycerthia fulva) is een zangvogel uit de familie Troglodytidae (winterkoningen).

## Verspreiding en leefgebied
Deze soort telt 3 ondersoorten:
- C. f. fitzpatricki: Cordillera de Vilcabamba (het zuidelijke deel van Centraal-Peru).
- C. f. fulva: Cuzco (het zuidelijke deel van Centraal-Peru).
- C. f. gravesi: van zuidelijk Peru tot centraal Bolivia.